# Vente additionnelle
La vente additionnelle (dite aussi « vente croisée » ou « cross selling ») est une technique de vente par laquelle un vendeur (en magasin, en démarchage, par téléphone) profite de la vente ou de l'intérêt manifesté par un acheteur pour un produit donné pour proposer et vendre un produit supérieur au produit initialement acquis ou visé par l'acheteur. Les opportunités de « vente additionnelle » sont d'autant plus faciles à saisir ou à faire valoir lorsque la conception de la gamme de produits s'y prête (voir la notion de « category management »).

## Enjeux de la vente additionnelle
L'objectif est évidemment - sans coût de prospection supplémentaire, hormis le temps de la conversation - de profiter de l’intérêt avéré d'un client pour l'influencer en tant que client ou prospect "chaud" en vue d'accroitre le panier de l'acheteur et par suite le chiffre des ventes. Bien conduite par un vendeur diplomate, la vente additionnelle réussie concrétise une relation gagnant-gagnant tant pour l'acheteur (ressenti d'un bon conseil) que pour le vendeur (ressenti d'un dépassement).

## Types de ventes additionnelles
- vente dite complémentaire : où le vendeur propose un article directement complémentaire à celui en cours d'achat.

Il peut s'agir par exemple de chaussettes ou de cirage quand on a acheté une paire de chaussures, ou de la souscription d'une assurance annulation couplée avec l'achat d'un voyage.
- vente dite d'opportunité : où le vendeur propose

soit un article ayant un rapport plus ou moins proche avec l'achat en cours, sous le prétexte d'une opération promotionnelle à durée limitée ,
soit une "bonne affaire" à saisir (cas de solde par ex.)
soit la perspective d'un prix réduit pour l'achat d'une quantité plus élevée ( Si vous m'en prenez trois, je peux vous faire un prix ...)
- vente dite de même acheteur (fortement utilisée dans le commerce en ligne[1]) : où l'acheteur se voit proposer par la mise en page du site "les articles que nos clients - sous-entendu tels que vous- ont aussi aimés ..."

Différente du cross selling, la vente dite d'une autre catégorie lorsque le vendeur vise la réalisation d'une marge plus élevée que celle du produit initialement visé, en proposant un produit identique
soit plus cher (technique de l’"up-selling" impliquant une montée en gamme du produit, avec une marge unitaire plus forte)
soit moins cher (technique du "down-selling" impliquant une réduction des fonctionnalités, avec cependant une marge unitaire plus forte)